# 6 Horas de Spa-Francorchamps 2014
Las 6 Horas de Spa-Francorchamps 2014, formalmente conocido como el WEC 6 Heures de Spa-Francorchamps, fue un evento de carreras de deportes de resistencia celebrado en el Circuito de Spa-Francorchamps, Spa, Bélgica, del 2 al 3 de mayo de 2014. Spa- Francorchamps fue la segunda carrera de la Temporada 2014 del Campeonato Mundial de Resistencia.
Anthony Davidson, Sébastien Buemi y Nicolas Lapierre de Toyota lideraron la carrera hasta la bandera a cuadros y consiguieron su segunda victoria consecutiva de la temporada, por delante de Audi y del segundo Toyota. La categoría LMP2 también tuvo su segundo ganador consecutivo con el G-Drive Racing antes de la entrada de Jota Sport al campeonato LMP2. AF Corse Ferrari mantuvo a raya al Porsche Team Manthey en la clase LMGTE Pro, mientras que otro AF Corse Ferrari ganó la categoría LMGTE Am por delante de dos Aston Martins.

## Clasificación
Los ganadores de las poles en cada clase están marcados en negrita.
| Pos | Clase     | Equipo                      | Tiempo     | Grilla |
| --- | --------- | --------------------------- | ---------- | ------ |
| 1   | LMP1-H    | No. 14 Porsche Team         | 2:01.198   | 1      |
| 2   | LMP1-H    | No. 8 Toyota Racing         | 2:01.836   | 2      |
| 3   | LMP1-H    | No. 2 Audi Sport Team Joest | 2:02.499   | 3      |
| 4   | LMP1-H    | No. 7 Toyota Racing         | 2:03.177   | 4      |
| 5   | LMP1-H    | No. 20 Porsche Team         | 2:03.672   | 5      |
| 6   | LMP1-H    | No. 1 Audi Sport Team Joest | 2:03.881   | 6      |
| 7   | LMP1-H    | No. 3 Audi Sport Team Joest | 2:06.160   | 7      |
| 8   | LMP2      | No. 47 KCMG                 | 2:12.103   | 8      |
| 9   | LMP2      | No. 27 SMP Racing           | 2:12.751   | 9      |
| 10  | LMP2      | No. 26 G-Drive Racing       | 2:13.143   | 10     |
| 11  | LMP2      | No. 38 Jota Sport           | 2:13.761   | 11     |
| 12  | LMP1-L    | No. 12 Rebellion Racing     | 2:14.934   | 12     |
| 13  | LMGTE Pro | No. 51 AF Corse             | 2:32.338   | 14     |
| 14  | LMGTE Pro | No. 97 Aston Martin Racing  | 2:32.505   | 15     |
| 15  | LMGTE Pro | No. 92 Porsche Team Manthey | 2:32.581   | 16     |
| 16  | LMGTE Pro | No. 91 Porsche Team Manthey | 2:32.817   | 17     |
| 17  | LMGTE Pro | No. 99 Aston Martin Racing  | 2:33.070   | 18     |
| 18  | LMGTE Pro | No. 71 AF Corse             | 2:33.572   | 19     |
| 19  | LMGTE Am  | No. 61 AF Corse             | 2:33.962   | 20     |
| 20  | LMGTE Am  | No. 75 Prospeed Competition | 2:33.981   | 21     |
| 21  | LMGTE Am  | No. 81 AF Corse             | 2:34.039   | 22     |
| 22  | LMGTE Am  | No. 88 Proton Competition   | 2:34.828   | 23     |
| 23  | LMGTE Am  | No. 90 8 Star Motorsports   | 2:35.348   | 24     |
| 24  | LMGTE Am  | No. 60 AF Corse             | 2:35.641   | 25     |
| 25  | LMGTE Am  | No. 98 Aston Martin Racing  | 2:39.390   | 26     |
| 26  | LMGTE Am  | No. 95 Aston Martin Racing  | 2:39.404   | 27     |
| –   | LMP2      | No. 37 SMP Racing           | Sin tiempo | 13     |
| –   | LMP1-L    | No. 13 Rebellion Racing     | Sin Tiempo | –      |

## Carrera
Resultados por clase
| Pos. general | Pos. clase | Clase     | N.° | Escudería             | Pilotos                                                   | Automóvil               | Vueltas | Tiempo/Retirado | Campeonato | Campeonato |
| Pos. general | Pos. clase | Clase     | N.° | Escudería             | Pilotos                                                   | Automóvil               | Vueltas | Tiempo/Retirado | Pos.       | Puntos     |
| LMP          | LMP        | LMP       | LMP | LMP                   | LMP                                                       | LMP                     | LMP     | LMP             | LMP        | LMP        |
| ------------ | ---------- | --------- | --- | --------------------- | --------------------------------------------------------- | ----------------------- | ------- | --------------- | ---------- | ---------- |
| 1            | 1          | LMP1      | 8   | Toyota Racing         | Anthony Davidson Nicolas Lapierre Sébastien Buemi         | Toyota TS040 Hybrid     | 171     | 6:01:31.675     | 1          | 25         |
| 2            | 2          | LMP1      | 1   | Audi Sport Team Joest | Lucas Di Grassi Loïc Duval Tom Kristensen                 | Audi R18 e-tron quattro | 171     | +1:13.926       | 2          | 18         |
| 3            | 3          | LMP1      | 7   | Toyota Racing         | Alexander Wurz Stéphane Sarrazin Kazuki Nakajima          | Toyota TS040 Hybrid     | 171     | +1:20.861       | 3          | 15         |
| 4            | 4          | LMP1      | 14  | Porsche Team          | Romain Dumas Neel Jani Marc Lieb                          | Porsche 919 Hybrid      | 170     | +1 vuelta       | 4          | 12         |
| 5            | 5          | LMP1      | 2   | Audi Sport Team Joest | Marcel Fässler André Lotterer Benoît Tréluyer             | Audi R18 e-tron quattro | 170     | +1 vuelta       | 5          | 10         |
| 6            | 6          | LMP1      | 3   | Audi Sport Team Joest | Filipe Albuquerque Marco Bonanomi                         | Audi R18 e-tron quattro | 169     | +2 vueltas      | 6          | 8          |
| 7            | 7          | LMP1      | 12  | Rebellion Racing      | Nicolas Prost Nick Heidfeld Mathias Beche                 | Rebellion R-One-Toyota  | 161     | +10 vueltas     | 7          | 6          |
| 8            | 1          | LMP2      | 26  | G-Drive Racing        | Roman Rusinov Olivier Pla Julien Canal                    | Ligier JS P2-Nissan     | 160     | +11 vueltas     | 8          | 4          |
| 10           | 3          | LMP2      | 47  | KCMG                  | Matthew Howson Richard Bradley Alexandre Imperatori       | Oreca 03-Nissan         | 159     | +12 vueltas     | 9          | 2          |
| 11           | 4          | LMP2      | 37  | SMP Racing            | Kirill Ladygin Viktor Shaytar Anton Ladygin               | Oreca 03-Nissan         | 158     | +13 vueltas     | 10         | 1          |
| 12           | 5          | LMP2      | 27  | SMP Racing            | Sergey Zlobin Nicolas Minassian Maurizio Mediani          | Oreca 03-Nissan         | 158     | +13 vueltas     | 11         | 0.5        |
| 23           | 8          | LMP1      | 20  | Porsche Team          | Timo Bernhard Mark Webber Brendon Hartley                 | Porsche 919 Hybrid      | 148     | +23 vueltas     | 12         | 0.5        |
| Ret          | Ret        | LMP1      | 13  | Rebellion Racing      | Dominik Kraihamer Andrea Belicchi Fabio Leimer            | Rebellion R-One-Toyota  | 47      | Retirado        | Ret        | Ret        |
| LMP2         |            |           |     |                       |                                                           |                         |         |                 |            |            |
| 8            | 1          | LMP2      | 26  | G-Drive Racing        | Roman Rusinov Olivier Pla Julien Canal                    | Ligier JS P2-Nissan     | 160     | 6:02:16.828     | 1          | 25         |
| 9            | 2          | LMP2      | 38  | Jota Sport            | Simon Dolan Harry Tincknell Marc Gené                     | Zytek Z11SN-Nissan      | 160     | +1:11.196       | —          | —          |
| 10           | 3          | LMP2      | 47  | KCMG                  | Matthew Howson Richard Bradley Alexandre Imperatori       | Oreca 03-Nissan         | 159     | +1 vuelta       | 2          | 18         |
| 11           | 4          | LMP2      | 37  | SMP Racing            | Kirill Ladygin Viktor Shaytar Anton Ladygin               | Oreca 03-Nissan         | 158     | +2 vueltas      | 3          | 15         |
| 12           | 5          | LMP2      | 27  | SMP Racing            | Sergey Zlobin Nicolas Minassian Maurizio Mediani          | Oreca 03-Nissan         | 158     | +2 vueltas      | 4          | 12         |
| LMGTE        |            |           |     |                       |                                                           |                         |         |                 |            |            |
| Pos. general | Pos. clase | Clase     | N.° | Escudería             | Pilotos                                                   | Automóvil               | Vueltas | Tiempo/Retirado | Campeonato | Campeonato |
| Pos. general | Pos. clase | Clase     | N.° | Escudería             | Pilotos                                                   | Automóvil               | Vueltas | Tiempo/Retirado | Pos.       | Puntos     |
| 13           | 1          | LMGTE Pro | 51  | AF Corse              | Gianmaria Bruni Toni Vilander                             | Ferrari F458 Italia     | 152     | 6:03:44.950     | 1          | 25         |
| 14           | 2          | LMGTE Pro | 91  | Porsche Team Manthey  | Patrick Pilet Jörg Bergmeister                            | Porsche 911 RSR         | 151     | +1 vuelta       | 2          | 18         |
| 15           | 3          | LMGTE Pro | 71  | AF Corse              | Davide Rigon James Calado                                 | Ferrari F458 Italia     | 151     | +1 vuelta       | 3          | 15         |
| 16           | 4          | LMGTE Pro | 97  | Aston Martin Racing   | Darren Turner Stefan Mücke Bruno Senna                    | Aston Martin Vantage V8 | 151     | +1 vuelta       | 4          | 12         |
| 17           | 5          | LMGTE Pro | 99  | Aston Martin Racing   | Alex MacDowall Darryl O:Young Fernando Rees               | Aston Martin Vantage V8 | 150     | +2 vueltas      | 5          | 10         |
| 18           | 1          | LMGTE Am  | 61  | AF Corse              | Luis Pérez Companc Marco Cioci Mirko Venturi              | Ferrari F458 Italia     | 149     | +3 vueltas      | 6          | 8          |
| 19           | 2          | LMGTE Am  | 95  | Aston Martin Racing   | Kristian Poulsen David Heinemeier Hansson Richie Stanaway | Aston Martin Vantage V8 | 149     | +3 vueltas      | 7          | 6          |
| 20           | 3          | LMGTE Am  | 98  | Aston Martin Racing   | Paul Dalla Lana Pedro Lamy Christoffer Nygaard            | Aston Martin Vantage V8 | 149     | +3 vueltas      | 8          | 4          |
| 21           | 6          | LMGTE Pro | 92  | Porsche Team Manthey  | Marco Holzer Frédéric Makowiecki                          | Porsche 911 RSR         | 148     | +4 vueltas      | 9          | 2          |
| 22           | 4          | LMGTE Am  | 88  | Proton Competition    | Christian Ried Klaus Bachler Khaled Al Qubaisi            | Porsche 911 RSR         | 148     | +4 vueltas      | 10         | 1          |
| 24           | 5          | LMGTE Am  | 81  | AF Corse              | Stephen Wyatt Michele Rugolo Andrea Bertolini             | Ferrari F458 Italia     | 148     | +4 vueltas      | 11         | 0.5        |
| 25           | 6          | LMGTE Am  | 75  | Prospeed Competition  | François Perrodo Emmanuel Collard Matthieu Vaxivière      | Porsche 911 RSR         | 146     | +6 vueltas      | 12         | 0.5        |
| 26           | 7          | LMGTE Am  | 60  | AF Corse              | Peter Ashley Mann Raffaele Giammaria Lorenzo Casé         | Ferrari F458 Italia     | 145     | +7 vueltas      | 13         | 0.5        |
| 27           | 8          | LMGTE Am  | 90  | 8 Star Motorsports    | Enzo Potolicchio Gianluca Roda Paolo Ruberti              | Ferrari F458 Italia     | 142     | +10 vueltas     | 14         | 0.5        |
| LMGTE Am     |            |           |     |                       |                                                           |                         |         |                 |            |            |
| 18           | 1          | LMGTE Am  | 61  | AF Corse              | Luis Pérez Companc Marco Cioci Mirko Venturi              | Ferrari F458 Italia     | 149     | 6:01:46.306     | 1          | 25         |
| 19           | 2          | LMGTE Am  | 95  | Aston Martin Racing   | Kristian Poulsen David Heinemeier Hansson Richie Stanaway | Aston Martin Vantage V8 | 149     | +32.241         | 2          | 18         |
| 20           | 3          | LMGTE Am  | 98  | Aston Martin Racing   | Paul Dalla Lana Pedro Lamy Christoffer Nygaard            | Aston Martin Vantage V8 | 149     | +56.072         | 3          | 15         |
| 22           | 4          | LMGTE Am  | 88  | Proton Competition    | Christian Ried Klaus Bachler Khaled Al Qubaisi            | Porsche 911 RSR         | 148     | +1 vuelta       | 4          | 12         |
| 24           | 5          | LMGTE Am  | 81  | AF Corse              | Stephen Wyatt Michele Rugolo Andrea Bertolini             | Ferrari F458 Italia     | 148     | +1 vuelta       | 5          | 10         |
| 25           | 6          | LMGTE Am  | 75  | Prospeed Competition  | François Perrodo Emmanuel Collard Matthieu Vaxivière      | Porsche 911 RSR         | 146     | +3 vueltas      | 6          | 8          |
| 26           | 7          | LMGTE Am  | 60  | AF Corse              | Peter Ashley Mann Raffaele Giammaria Lorenzo Casé         | Ferrari F458 Italia     | 145     | +4 vueltas      | 7          | 6          |
| 27           | 8          | LMGTE Am  | 90  | 8 Star Motorsports    | Enzo Potolicchio Gianluca Roda Paolo Ruberti              | Ferrari F458 Italia     | 142     | +7 vueltas      | 8          | 4          |

Fuentes: FIA WEC.